# Reiko Sato
Reiko Sato (en japonés: レイコ・佐藤; 19 de diciembre de 1931 – 28 de mayo de 1981) fue una actriz y bailarina estadounidense.

## Primeros años
Sato nació en Los Ángeles, California, hija de un sacerdote budista zen issei, Ken-ichi Sato, y de su esposa Chieko. Ella y su familia fueron encarcelados en el Centro de reubicación de la guerra del río Gila durante la Segunda Guerra Mundial tras la firma de la Orden ejecutiva 9066. Su madre se convirtió en inversora inmobiliaria después de la guerra; Reiko también tenía un hermano mayor, Keiichiro, y un hermano menor, Koji. Se graduó en la Escuela Preparatoria Belmont en 1949, y más tarde asistió al Colegio de la ciudad de Los Ángeles, donde continuó sus estudios de ballet.

## Carrera
Sato es conocida sobre todo por interpretar a la costurera Helen Chao en el largometraje de 1961 Flower Drum Song. También tuvo un papel dramático en The Ugly American, recibiendo asesoramiento personal del actor Marlon Brando, con quien mantuvo una relación. Estuvo contratada por Fox y Universal, pero nada se materializó y se retiró de Hollywood.
Había interpretado a la original princesa de Ababu en la producción de Broadway de Kismet, así como en la película. En 1955, interpretó a Lotus Blossom en la segunda gira nacional de la obra de John Patrick The Teahouse of the August Moon, junto con Larry Parks. También participó en la obra de Broadway Destry Rides Again, interpretando dos papeles. Estaba previsto que Sato regresara a Broadway como parte del musical de 1966 Chu Chem, pero su caótica prueba en Filadelfia hizo que la producción se cancelara antes de llegar a Nueva York.
También participó en teatro regional, actuando en el Valentina Oumansky Dramatic Dance Ensemble el 24 de septiembre de 1970 en Hilo, Hawai. Su última película fue Now It Can Be Told, que nunca se terminó y permanece perdida.

## Últimos años
Sato pasó sus últimos años implicada en varias organizaciones que promovían la igualdad de los artistas asiático-americanos. Vivía en Mulholland Drive. Murió de un aneurisma cerebral el 28 de mayo de 1981. La mitad de sus cenizas se enviaron a un templo budista. La otra mitad se enviaron a la isla privada de Marlon Brando. Su biografía autorizada, Reiko Sato, de Samuel Clemens, se publicó el 4 de febrero de 2022.

## Filmografía
| Year | Title                             | Role                     | Notes                          |
| ---- | --------------------------------- | ------------------------ | ------------------------------ |
| 1949 | On the Town                       | Bailarina                | Sin acreditar                  |
| 1950 | Mother Didn't Tell Me             | Suki                     | Sin acreditar                  |
| 1950 | Woman on the Run                  | Susie                    |                                |
| 1953 | Target Hong Kong                  | Chica de los dados       | Sin acreditar                  |
| 1955 | House of Bamboo                   | novia de Charlie         | Sin acreditar                  |
| 1955 | Kismet                            | 1st Princess of Ababu    |                                |
| 1957 | Sûpâ jaiantsu - Kaiseijin no majô |                          |                                |
| 1960 | Hell to Eternity                  | Famika                   |                                |
| 1961 | Flower Drum Song                  | Helen Chao               |                                |
| 1963 | The Ugly American                 | Rachani, esposa de Deong | (último papel cinematográfico) |